# Taru (album)
Taru è un album di Lee Morgan, pubblicato dalla Blue Note Records nel 1980. Il disco fu registrato il 15 febbraio 1968 al Van Gelder Studio di Englewood Cliffs, New Jersey (Stati Uniti).

## Tracce
Lato A
1. Avotcja One – 6:42 (John Hicks)
2. Haeschen – 6:10 (Lee Morgan)
3. Dee Lawd – 5:50 (Lee Morgan)

Lato B
1. Get Yourself Together – 6:23
2. Taru, What's Wrong with You? – 5:16 (Calvin Massey)
3. Durem – 7:28 (Lee Morgan)

## Musicisti
- Lee Morgan - tromba
- Bennie Maupin - sassofono tenore
- George Benson - chitarra
- John Hicks - pianoforte
- Reggie Workman - contrabbasso
- Billy Higgins - batteria